# Historia de la tecnología cinematográfica

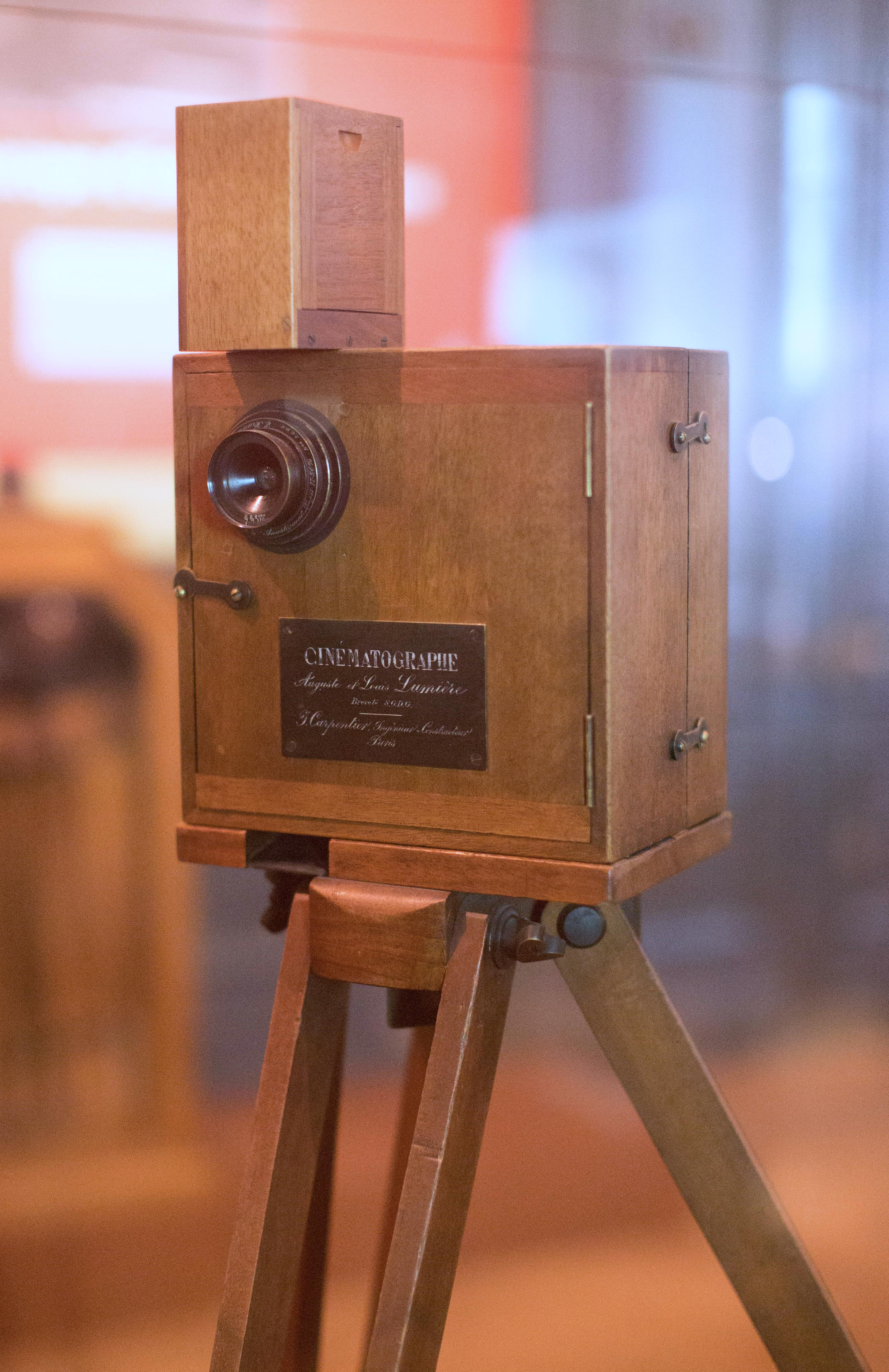
Cinematógrafo Lumière en el Instituto Lumière, Francia

La Historia de la tecnología cinematográfica trata todo el desarrollo de herramientas usadas en el ámbito cinematográfico, desde el siglo XIX con las "imágenes en movimiento" hasta la actualidad. Las primeras películas empezaron siendo exhibidas como entretenimiento por la nobleza, evolucionando durante los años llegando a ser grandes herramientas de comunicación y entretenimiento durante el siglo XX. Algunos de los grandes adelantos dentro de la Historia de la tecnología cinematográfica incluyen la sincronización de imagen y sonido, la llegada de películas en color, y el uso de cinematografía digital para sustituir la película de cine física a ambos extremos de la cadena de producción, mediante sensores y proyectores de imágenes digitales.

## Desarrollo de la tecnología cinematográfica

### Precursores
La tecnología cinematográfica surgió principalmente del desarrollo y logros en los campos de la proyección, lentes, fotografía y óptica.
Técnicas anteriores que incluían proyección y/o movimiento de imágenes son:
- Sombragrafia (probablemente practicada desde la época prehistórica)
- Cámara oscura
- Sombras chinas
- Linterna mágica
- Dispositivos de animación de persistencia visual (como el Fenaquistiscopio de 1832, el Zoótropo de 1866 o el Folioscopio de 1868)
- Cronofotografía

#### Cámara oscura
La proyección de imágenes en movimiento dentro de la cámara oscura es un fenómeno natural que podría haber sido utilizado artísticamente desde la prehistoria. El uso de lentes para la cámara oscura data de 1550. El uso de cámaras oscuras móviles data del siglo XVII, utilizando primero tiendas y poco después cajas de madera. Una especie de cámara-caja sería finalmente adaptada a una cámara fotográfica entre los años 1820 y 1830.

#### Linterna mágica
Durante 1659, Christiaan Huygens desarrolló la linterna mágica, que consistía en la proyección de diapositivas, normalmente de vidrio, pintadas de diferentes colores. Un esbozo de Huygens indica que las imágenes en movimiento podrían haber formado parte de las primeras proyecciones. En los alrededores de 1790 se crearon espectáculos de fantasmagoría con la linterna mágica, que se utilizaba con diapositivas animadas, múltiples proyecciones a la hora, proyectores móviles, proyecciones sobre humo, y sonidos y olores, para crear experiencias de terror fantasmal al público. En el siglo XIX se crearon varias técnicas para la linterna mágica, como la difusión de imágenes (una gradual transición entre la imagen proyectada y otra) y diapositivas mecánicas que creaban efectos abstractos, de nieve cayendo o planetas y lunas orbitando.

#### Efecto estroboscópico
El efecto estroboscópico fue descubierto en Bélgica por Joseph Plateau, en diciembre de 1832, y publicado el enero de 1833. Este descubrimiento permitió la creación de las primeras imágenes en movimiento que más adelante pasaron a ser conocidas como fenaquistoscopio. Estas consistían en discos de cartón con rendijas para que el espectador pudiera observar la sucesión secuencial de dibujos reflejada en espejos, que si se observaba cuando el disco giraba suficientemente deprisa, se creaba la ilusión de un movimiento fluido entre las imágenes.

#### Cronofotografía

Animación de las imágenes de El Caballo en Movimiento, de Eadweard Muybridge (1878).

Entre 1840 y 1841, Francio Ronalds documentó las primeras ideas sobre el uso de métodos fotográficos para conseguir grabaciones de carácter científico. En abril de 1845, desarrolló un invento que permitía detectar las variaciones de indicadores de equipamiento meteorológico sobre papel fotográfico. Este tipo de cámaras fueron suministradas a diferentes observatorios de todo el mundo, que mantuvieron el uso hasta entrados al siglo XX.
Wordsworth Donisthorpe, durante 1876, patentó una cámara que podía capturar 8 fotografías por segundo en placas de vidrio.
La primera secuencia de movimiento fotografiada a tiempo real (sin consistir en una serie fotográfica "de actores" posando por las imágenes), fue creada en los Estados Unidos en 1878 por el fotógrafo británico Eadweard Muybridge. Con el patrocinio de Leland Stanford, consiguió fotografiar los caballos de Stanford mientras corrían mediante una serie de cámaras fijas separadas entre ellas. El 15 de junio del mismo año, se llevó a cabo una demostración ante la prensa en la granja de Stanford, Palo Alto, California. Las cámaras se encontraban posicionadas en paralelo a la pista donde correría el caballo a una distancia de 27 pulgadas (aproximadamente 68,58 cm) y el disparador de cada cámara fue activado por una serie de hilos que el caballo rompía a medida que avanzaba, y la exposición de las imágenes fue de solo una milésima de segundo. Al poco del acontecimiento, las imágenes se publicaron como una serie de tarjetas en formato cabinet titulada El Caballo en Movimiento.
Étienne-Jules Marey, en 1882, inventó una pistola cronofotográfica que era capaz de grabar 12 fotogramas consecutivos por segundo. Utilizó este ingenio para estudiar tanto animales como la locomoción humana.

### Primeras películas
Aunque existiesen experimentos con fenaquistiscopios fotográficos (y estereoscópicos) y zoótropos, después de la introducción de la fotografía en 1839 pocos de estos se documentaron antes del éxito de Muybridge con la serie de fotografía instantánea. Antes de que las emulsiones fotográficas y las técnicas necesarias fueran bastante rápidas para capturar una verdadera secuencia, estas solo se podían simular mediante fotografías de todas las posturas del sujeto en movimiento por separado. En el año 1852, Duboscq patentó un "Stéréoscope-fantascope, stéréofantscope ou Bïoscope". De tres variaciones previstas, solo se  produjo una, pero sin mucho éxito. Solo se conoce un disco que se encuentra en la colección Plateau de la Universidad de Gant. Este consta de conjuntos estereoscópicos de una secuencia de imágenes fotográficas de una máquina en acción.
La cámara de kinesiografía patentada por Wordsworth Donisthorpe en 1876 tenía como objetivo producir una secuencia de imágenes que se pudieran montar en una tira de papel y rodar sobre dos cilindros que pasarían por delante de los ojos del espectador a la misma velocidad que la grabación, junto con chispas eléctricas que iluminarían las imágenes en aquel momento. En enero de 1878, al poco tiempo de la publicación del fonógrafo de Edison, Donisthorpe sugirió combinar el fonógrafo y el kinesígrafo para producir imágenes hablantes y móviles. También teorizó que la proyección de imágenes en color podría facilitar una mejora de la experiencia. Los únicos resultados conocidos de este experimento son 10 fotogramas de una película grabada entre 1889 y 1891.
Después de la publicación de las imágenes secuenciales de Muybridge, varias personas empezaron a introducirlas dentro de los zoótropos para poder observarlas en movimiento. Probablemente estos fueron los primeros visionados de imágenes en movimiento grabadas a tiempo real. La calidad de las imágenes era limitada y las figuras se mostraban mayoritariamente como siluetas; a menudo las imágenes se retocaban para eliminar irregularidades.
Desde 1879 hasta 1893, Muybridge actuó como conferenciante presentando proyecciones de imágenes con un dispositivo que denominó zoopraxiscopio. Este hecho puede ser considerado como la presentación de uno de los primeros proyectores cinematográficos y precursores a la rotoscopia.
En 1887, Ottomar Anschütz construyó el electrotaquiscopio, un proyector similar al zoopraxiscopio de Muybridge, que constaba de un disco rotatorio de vidrio con 24 imágenes. En 1894, el invento ya estaría proyectando imágenes en Berlín.
Gracias a los resultados obtenidos por Muybridge y Étienne-Jules Marey, inventores del siglo XIX se dieron cuenta de la practicidad de las imágenes en movimiento. Un gran número de personas que trabajaban en este ámbito seguían los adelantos en la materia mediante el uso de publicaciones periódicas, archivos de patentes o incluso consiguiendo alguno de los nuevos inventos.
La cámara cinematográfica más antigua que se conozca fue desarrollada por el francés Louis Le Prince en la década de 1880, mientras trabajaba a en Leeds, Inglaterra. Le Prince se había inspirado en los trabajos de Muybridge, y patentó su primer invento en 1887, una cámara de 16 lentes. Las 8 primeras lentes se accionaban sucesivamente por un obturador electromagnético, y a continuación la película se movía adelante permitiendo a las otras 8 operar sobre esta. A pesar de la capacidad de la cámara para captar el movimiento, esta no fue un éxito completo, puesto que cada lente fotografiaba al sujeto desde un punto de vista ligeramente diferente, haciendo que la proyección resultante, a menudo, no fuera del todo clara determinando los objetos en primer plano y los que se encontraban en el fondo.
En mayo de 1887, Le Prince finalmente fue capaz de desarrollar la primera cámara cinematográfica de una sola lente, que patentó en 1888. El 14 de octubre de 1888, grabó la primera película de la historia llamada Roundhay Garden Scene (Escena en el jardín Roundhay).
Más tarde, Le Prince utilizó su cámara para grabar el tráfico de tranvías, caballos y peatones por el puente de Leeds. A pesar de que sus primeras grabaciones fuesen grabadas sobre placas de vidrio o gelatina, Le Prince acabó usando celuloides de 1,75 pulgadas de anchura (4,445 cm).
En 1889, Le Prince presentó la primera proyección cinematográfica, utilizando equipos que él mismo había diseñado, entre los cuales se encontraba un proyector de una sola lente que utilizaba una lámpara de arco para proyectar las imágenes sobre una pantalla. El conjunto de esta serie de hechos ha provocado que muchos historiadores califiquen a Le Prince como el padre de las películas.

## Inicios del cine en Cataluña
El cine en Cataluña surgió en aquellos lugares donde convergían tres elementos fundamentales: una base técnica, un desarrollo tecnológico y una capacidad socioeconómica suficiente para afrontar el nuevo reto.
A pesar de que el 5 de mayo de 1896 ya se habían hecho exhibiciones públicas con aparatos de vistas animadas como el quinetoscopio de Thomas A. Edison, no fue hasta el 15 de diciembre de 1896 cuando se realizó la presentación oficial del aparato Lumière en el establecimiento de los Napoleon, fotógrafos de prestigio que tenían los estudios en la Rambla de Santa Mònica de Barcelona. La introducción del cine en el resto del territorio catalán tuvo lugar un tiempo más tarde: en diciembre de 1896 en Lleida, en febrero de 1897 en Tarragona y en septiembre del mismo año se celebró la primera proyección en Girona.
La exposición se expandió muy rápidamente por toda Cataluña gracias a la tarea fundamental de los feriantes que viajaban de ciudad en ciudad, mostrando maravillas en movimiento, aprovechando fiestas mayores y populares. Gracias al éxito del espectáculo, las salas proliferaron, fuese en pabellones de madera y tela o en edificios estables.
Antes de 1906, la producción catalana giraba principalmente alrededor del documental de carácter informativo. Al mismo tiempo, empezaba tímidamente el paso de la venta de cintas al alquiler, sistema que provocó la aparición del llamado pase, que consistía en exhibir una sola copia en tantas salas como fuera posible. A pesar de que el género dramático dio títulos de una calidad incuestionable, solo se  pudieron dedicar a ello las casas productoras con una base económica bastante fuerte para poder hacer frente a los gastos que comportaba.
Durante este periodo, Cataluña se fue convirtiendo en un punto de referencia para la cinematografía europea. Lo demuestra el hecho de que algunas empresas extranjeras, como las francesas Pathé y Gaumont o la torinesa Itala Film, establecieran sucursales muy activas y muy equipadas.